# Reiherstieger Wettern
Die Reiherstieger Wettern ist eine Wettern in Hamburg-Wilhelmsburg.
Sie durchfließt das Gebiet zwischen Veringkanal im Osten und Reiherstieg im Süden und Westen und mündet im Norden über den Kleinen Kanal (ab Brücke Vogelhüttendeich; historisch bestand an dieser Stelle eine Verbindung in den heutigen Reiherstieg-Schleusenfleet) in den Ernst-August-Kanal.